# Vanessa merrifieldi
Vanessa merrifieldi är en fjärilsart som beskrevs av Standfuss 1895. Vanessa merrifieldi ingår i släktet Vanessa och familjen praktfjärilar. Inga underarter finns listade i Catalogue of Life.